# Loja (Gerichtsbezirk)
Der Gerichtsbezirk Loja ist einer der neun Gerichtsbezirke in der Provinz Granada.
Der Bezirk umfasst 19 Gemeinden auf einer Fläche von 1.999,52 km² mit dem Hauptquartier in Loja.

## Gemeinden
| Gemeinde                | Einwohner (2024) | Fläche km² | Dichte Einw./km² | Cod INE | Postleitzahl                      |
| ----------------------- | ---------------- | ---------- | ---------------- | ------- | --------------------------------- |
| Agrón                   | 244              | 27,00      | 9                | 18001   | 18132                             |
| Algarinejo              | 2.335            | 92,11      | 25               | 18012   | 18280                             |
| Alhama de Granada       | 5.657            | 433,50     | 13               | 18013   | 18120, 18125                      |
| Arenas del Rey          | 610              | 90,91      | 7                | 18020   | 18126                             |
| Cacín                   | 537              | 39,60      | 14               | 18034   | 18129                             |
| Fornes                  | 531              | 16,29      | 33               | 18077   | 18127                             |
| Huétor Tájar            | 10.653           | 39,94      | 267              | 18100   | 18360                             |
| Íllora                  | 9.918            | 197,43     | 50               | 18102   | 18260, 18293, 18350, 18380, 18381 |
| Játar                   | 612              | 9,57       | 64               | 18106   | 18127                             |
| Jayena                  | 989              | 79,51      | 12               | 18107   | 18127                             |
| Loja                    | 20.846           | 447,53     | 47               | 18122   | 18300                             |
| Montefrío               | 5.305            | 253,92     | 21               | 18135   | 18270                             |
| Moraleda de Zafayona    | 3.127            | 48,15      | 65               | 18138   | 18370                             |
| Salar                   | 2.597            | 84,35      | 31               | 18171   | 18310                             |
| Santa Cruz del Comercio | 515              | 16,89      | 30               | 18174   | 18129                             |
| Ventas de Huelma        | 674              | 42,44      | 16               | 18185   | 18131                             |
| Villanueva Mesía        | 1.979            | 11,18      | 177              | 18188   | 18369                             |
| Zafarraya               | 2.189            | 57,86      | 38               | 18192   | 18128                             |
| Zagra                   | 890              | 11,34      | 78               | 18913   | 18311                             |
| Gerichtsbezirk Loja     | 70.208           | 1.999,52   | 35               | –       | –                                 |